# Grad Delnice
Grad Delnice är en stad i Kroatien.   Den ligger i länet Gorski kotar, i den centrala delen av landet, 100 km sydväst om huvudstaden Zagreb.
Följande samhällen finns i Grad Delnice:
- Delnice